# Финнис (река)
Финнис (англ. Finniss River) — река в Южной Австралии, протекающая по полуострову Флёрьё. Впадает в озеро Алегзандрина. Входит в бассейн Муррей-Дарлинг. Названа в честь первого премьера Южной Австралии Бойла Треверса Финниса (1807—1893).

## География
Финнис берёт своё начало к востоку от Юнди на высоте 266 м над уровнем моря и течёт примерно на восток до устья в канале Гулва в нижней части Муррей, напротив острова Хиндмарш. Длина русла — 50,1 км.
Долина Финнис особенно богата растительными формами, несмотря на то, что большая часть водосбора используется для очистки и водопоя.

## История
Во время засухи 2006—2010 годов низкий уровень воды в озере Алегзандрина и пересохшие Финнис и Карренси-Крик обнажили кислые сульфатные почвы, которые обычно являются затопленными. В августе-сентябре 2009 года через канал Гулва были установлены регуляторы потока, чтобы поддерживать уровень воды, необходимый для увлажнения этих почв и предотвращения вымывания большего количества кислоты. Позже они были частично удалены в сентябре 2010 года и полностью демонтированы к октябрю 2012 года.